# 친유승민계

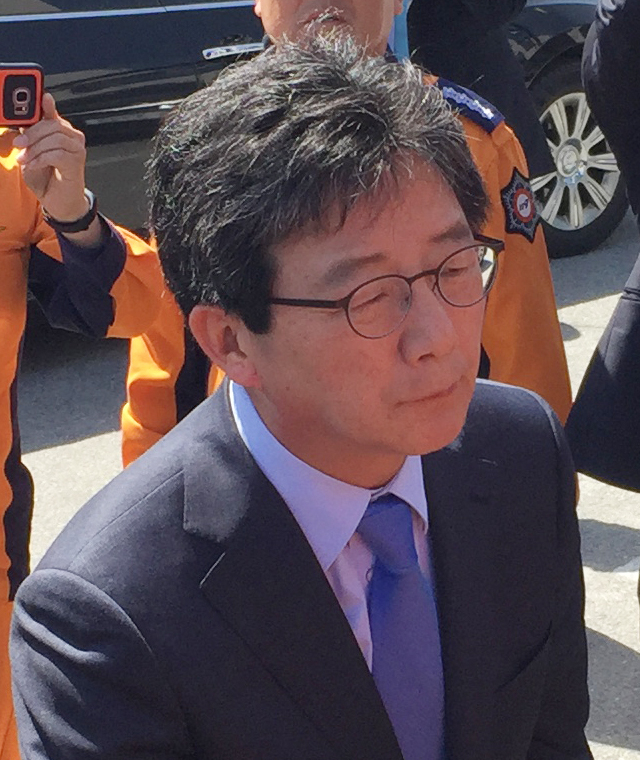
2017년 강원도 강릉시 방문 때의 유승민 당시 바른정당 당대표 및 4선 국회의원

친유(親劉)는 새누리당 전직 원내 대표, 바른정당 전직 당 대표, 바른미래당 전직 당 대표 및 제17·18·19·20대 국회 의원 등을 역임한, 전직 대학 교수 출신의 유승민(劉承旼)을 추종하거나, 또는 그의 사상·정책 및 정치 이념 등에 동조하는 사람들을 일컫는 말이다.
그리고 이처럼 친유(親劉)는, 다른 말로써 친유계(親劉系)라고도 일컬으며, 이토록 친유승민계(親劉承旼系)라는 계파를 뜻한다.
한때 2022년 6월경 당시의 국민의힘 시절 친유승민계(親劉承旼系)의 대표적인 16인의 인물로는 이회창, 서청원, 김신호, 김한길, 정운천, 남충희, 고승덕, 정병국, 한현택, 김웅, 허은아, 이언주, 이기인, 이준석, 천하람, 김용태 등이 있었다.

## 같이 보기
- 유승민
- 이회창
- 자유보수주의
- 경제적 자유주의
- 중도우파
- 중도주의
- 바른정당
- 바른미래당
- 새로운보수당
- 국민의힘
- 상도동계
- 친이
- 친박
- 친윤